# Samsung S3650
Samsung S3650 (poznat kao Genio Touch i Corby) mobitel je tvrtke Samsung, pušten u prodaju u listopadu 2009. godine. Prvi je mobitel namijenjen mladima s ekranom potpuno osjetljivim na dodir.
Orijentacija na mlađu populaciju primjetna je i u tome što mobitel ima veliki izbor društvenih mreža kao što su Facebook, Twitter i MySpace. Podržava i promjenu maske, tzv. Fashion Jacket.

## Značajke
- 2.8" kapacitivan TFT touchscreen
- 50 MB memorije uređaja, microSD do 8GB
- kamera 2.0 megapiksela
- FM radio
- Bluetooth 2.1 s A2DP, USB v.2.0

## Vanjske poveznice
- Službena stranica  Arhivirana inačica izvorne stranice od 7. studenoga 2009. (Wayback Machine) (engl.)
- Najava izlaska na samsungmobile.com.hr  Arhivirana inačica izvorne stranice od 19. prosinca 2009. (Wayback Machine)